# نوريثيستيرون
نوريثيستيرون (بالإنجليزية: Norethisterone)، المعروف أيضا باسم نوريثيندرون ويباع تحت العديد من الأسماء التجارية،  هو دواء بروجستين يستخدم في حبوب منع الحمل، والعلاج الهرموني بعد انقطاع الطمث، وعلاج اضطرابات أمراض النساء. يتم استخدامه عن طريق الفم أو كمادة نوريثيستيرون عن طريق الحقن في العضلات.
الآثار الجانبية لنوريثيستيرون تشمل عدم انتظام الدورة الشهرية، والصداع، والغثيان، وسرطان الثدي، وتغيير المزاج، حب الشباب، زيادة نمو الشعر. . نوريثيستيرون هو البروجستين، أو البروجستيرون الاصطناعي، ولذلك هو ناهض لمستقبلات هرمون البروجسترون، والهدف البيولوجي لمضادات البروجستيرون مثل البروجسترون. وله نشاط أندروجيني وإستروجيني ضعيف، معظمه بجرعات عالية، وليس له أي نشاط هرموني مهم آخر.
اكتشف نوريثيستيرون في عام 1951 وكان من أوائل البروجستينات التي تم تطويرها. تم تقديمه لأول مرة للاستخدام الطبي في عام 1957 وقدم في تركيبة مع هرمون الاستروجين لاستخدامه كحبوب منع الحمل في عام 1963. يشار إليه أحيانًا باعتباره البروجستين «الجيل الأول». جنبا إلى جنب مع ديسوجيستريل، هو واحد من البروجستين الوحيد الذي يتوفر على نطاق واسع باعتباره «حبة صغيرة فقط» بروجستيرون فقط لتحديد النسل. يتم تسويق نوريثيستيرون على نطاق واسع في جميع أنحاء العالم. وهو متاح كدواء عام. في عام 2016، كان الدواء هو 265 الأكثر وصفة في الولايات المتحدة مع أكثر من مليون وصفة طبية.

## الاستخدامات الطبية
يستخدم نوريثيستيرون كوسيلة من وسائل منع الحمل الهرمونية في تركيبة مع هرمون الاستروجين - عادةً إيثينيل إستراديول (EE) - في حبوب منع الحمل المركبة عن طريق الفم وحدها في حبوب منع الحمل البروجستيرونية فقط.
استخدام طبي آخر من نوريثيستيرون هو تخفيف آلام بطانة الرحم ذات الصلة. في الواقع، استفاد 50%من المرضى الذين تلقوا العلاج الطبي أو الجراحي لآلام الحوض المتعلقة بطانة الرحم من العلاج البروجستين. قد يكون هذا بسبب حقيقة أن نوريثيستيرون يحث على تكاثر بطانة الرحم خلال المرحلة الإفرازية، والتي ثبت أنها تخفف من شكاوى ألم بطانة الرحم. هناك طريقة أخرى يمكن أن يعمل بها النوريثيستيرون لتخفيف ألم بطانة الرحم عن طريق تثبيط الإباضة. ألم بطانة الرحم وعدم الراحة هو أسوأ أثناء التبويض.

## موانع
ارتبط بجرعة عالية (10 ملغ/يوم) نوريثيستيرون بمرض انسداد الوريدي الكبدي، وبسبب هذا التأثير الضار، لا ينبغي إعطاء نوريثيستيرون للمرضى الذين يخضعون لزرع نخاع العظم الخيفي، لأنه يرتبط بانخفاض كبير في البقاء على قيد الحياة بعد الزرع.:217

## الآثار الجانبية
عند تناول جرعات بديلة لمنع الحمل والهرمونات (0.35 إلى 1 ملغ/يوم)، يكون للنوريثيستيرون آثار جانبية بروجستيرونية المنشأ فقط. في معظم الدراسات السريرية لنوريثيستيرون لمنع الحمل أو العلاج الهرموني بعد انقطاع الطمث، تم الجمع بين الدواء وهرمون الاستروجين، ولهذا السبب، من الصعب تحديد أي من الآثار الجانبية الناجمة عن نوريثيستيرون وأي منها كان سببها هرمون الاستروجين في مثل هذا البحث. ومع ذلك، يتم استخدام NETE، وهو عقار مخدر مُدار عن طريق العضل من نوريثيستيرون يستخدم كوسيلة لمنع الحمل طويلة الأمد، بدون هرمون الاستروجين، ولذلك يمكن استخدامه كبديل للنوريثيستيرون من حيث فهم آثاره وتحمله. في الدراسات السريرية، كان التأثير الجانبي الأكثر شيوعًا مع NETE هو اضطرابات الدورة الشهرية، بما في ذلك النزيف المتكرر والغير منتظم وانقطاع الطمث.: 253 من الآثار الجانبية الأخرى شملت الانتفاخ الدوري للبطن وآلام الثدي، وكلاهما يعتقد أنهما بسبب احتباس الماء ويمكن تخفيفهما عن طريق مدرات البول.:253 لم يكن هناك أي ارتباط بزيادة الوزن، وظل ضغط الدم وتخثر الدم وتحمل الجلوكوز طبيعيًا.:253ومع ذلك، لوحظ انخفاض في الكوليسترول الحميد.:253

## جرعة زائدة
لم تكن هناك أي تقارير عن آثار جانبية خطيرة عند الجرعة زائدة من نوريثيستيرون، حتى للأطفال الصغار. على هذا النحو، الجرعة الزائدة عادة لا تتطلب العلاج. تمت دراسة جرعات عالية تصل إلى 60 ملغ/يوم نوريثيستيرون لفترات علاج طويلة دون وصف آثار ضارة خطيرة.

## التفاعلات
يلعب مختزلة الألفا-5 دورًا مهمًا في استقلاب نوريثيستيرون، ويمكن لمثبطات إنزيم خفض 5α مثل فيناسترايد ودوتاستيريدي أن تمنع الأيض. يتم استقلاب نوريثيستيرون جزئيًا عبر الهيدروكسيل بواسطة سيتوكروم 3A4، ويمكن لمثبطات ومحثات CYP3A4 أن تغير مستويات الدورة الدموية من النوريثيستيرون بشكل ملحوظ. على سبيل المثال، تم العثور على محفزات CYP3A4 ريفامبيسين وبوسنتان لتقليل التعرض لنوريثيستيرون بنسبة 42٪ و23٪، على التوالي، كما تم العثور على محفزات CYP3A4 كاربامازيبين ونبتة سانت جون لتسريع إزالة النوريثيستيرون.